# Guy Spitaels
Guy Spitaels C.M.W [spitals], né à Ath le 3 septembre 1931 et mort à Uccle dans la nuit du 20 au 21 août 2012, est un homme politique belge d’expression française. Il fut président du Parti socialiste de 1981 à 1992. Universitaire, plusieurs fois ministre, vice-Premier ministre, président de la région Wallonie, ministre d’État belge, il est le patron des socialistes wallons pendant les années 1980 et président d’honneur de l’Internationale socialiste. Spitaels est condamné pour corruption passive par la Cour de cassation en 1998.

## Biographie
Issu de la bourgeoisie catholique de sa ville natale, Guy Spitaels est élève d'un collège catholique de cette ville. Docteur en droit de l’université catholique de Louvain (1955), il suit ensuite une licence en sciences politiques et sociales (UCL, 1957), avant d’être diplômé en hautes études européennes du Collège d’Europe à Bruges (1958). Chercheur à l’université libre de Bruxelles, à l’institut de sociologie Solvay (1958–1964), avec une mission de recherche au Congo (1959–1960), il devient directeur de recherches de ce même institut (1964–1968) puis directeur du Centre d'économie sociale et de sociologie (1968) ; maître de conférences à l’Institut du travail de l'ULB (1961–1964), professeur (1966–1971), professeur extraordinaire (1975), il enseigne encore dans d’autres écoles supérieures, dont le Collège d'Europe et la faculté de droit de l’université de Reims.
A l'ULB, il entre en franc-maçonnerie.
Affilié au PSB à la suite de la grève générale contre la Loi unique, Guy Spitaels s’affilie en même temps au Mouvement populaire wallon créé par André Renard (1961). Chef de cabinet dans deux gouvernements (1972–1974), il figure parmi les orateurs les plus remarqués au congrès doctrinal du PSB-BSP de novembre 1974. Préoccupé par tout ce qui a trait aux problèmes de la sécurité sociale, de l’emploi et de la santé publique, il devient membre du Bureau national du PSB (1975)  et du comité scientifique de l’institut Émile-Vandervelde. En 1976, son exposé devant le congrès des Socialistes wallons porte sur l’évolution défavorable de la démographie et de l’emploi en Wallonie. Bourgmestre d’Ath et sénateur (1977), le nouveau ministre de l’Emploi (1977) lance les fameux projets CST et arrive à un accord sur la réduction de travail à 38 h/semaine. Il est vice-premier ministre lorsqu’est votée la loi de révision constitutionnelle créant la Région wallonne. En 1981, il quitte le gouvernement pour présider aux destinées de son parti. Succédant à André Cools, il est confronté à la crise posée par la reconversion de la sidérurgie wallonne. Tout au long des années 1980 marquées par une politique d’opposition aux thèses néo-libérales, Guy Spitaels donne à son parti une image de socialisme gestionnaire ; il introduit aussi et défend le principe d’un fédéralisme radical. La proposition de régionalisation des secteurs définis comme nationaux (1981), la réforme institutionnelle de 1988-1989, sa désignation à la tête de l’exécutif de la Région wallonne (1992) apparaissent comme les étapes d’une ligne politique tracée depuis longtemps. Qui conduira le PS wallon à obtenir son sommet électoral historique de 43,9 % aux élections fédérales de 1987, menées sous le slogan "Le retour du cœur".
En janvier 1994, alors qu’il est parvenu à obtenir la reconnaissance du Hainaut comme zone objectif 1 par la Communauté européenne, il doit se résoudre à démissionner en raison de son implication dans l’affaire Agusta. En 1998, il sera condamné dans le cadre de cette affaire de corruption par la Cour de cassation à deux ans de prison avec sursis et à cinq ans de déchéance du droit de remplir des fonctions, offices ou emplois publics.
Le 20 juin 1995, les premiers députés wallons élus séparément le choisissent comme président du nouveau parlement wallon. Il a été choisi comme un des Cents Wallons du siècle, par l’institut Jules-Destrée, en 1995. Par suite de la défaite du parti socialiste aux élections fédérales du 10 juin 2007, Guy Spitaels sort exceptionnellement de sa réserve pour demander à Elio Di Rupo de choisir entre les postes de président du parti et de ministre-président de l'exécutif régional wallon. Le soir même, Elio Di Rupo annonce qu’il renoncera au mandat de ministre-président si les militants du PS le ré-élisent en juillet président du parti.
En février 2011, il est sauvagement agressé par un inconnu alors qu’il stationne sa voiture devant son domicile, 
En septembre 2011, une importante manifestation d’hommage est organisée à Ath à l’occasion de son quatre-vingtième anniversaire ; quelques jours plus tard, il reçoit le titre de commandeur du Mérite wallon, titre le plus élevé de cette distinction instituée en mars 2011 par la Région wallonne. 
Guy Spitaels meurt dans la nuit du 20 au 21 août 2012, des suites d'une tumeur au cerveau,.

## Sa vision de la politique belge
« Je ne sais pas, mais il n'y a aucune solution dans le fait de céder toujours »

Dans une interview accordée au journal Le Soir, Guy Spitaels avoue ne plus avoir envie d'investir dans la Belgique, au sens affectif s'entendant. Selon lui, il faut s'accommoder de ce désamour accumulé des deux côtés de la frontière linguistique et constater que la clarté est aveuglante sur l'évolution de l'opinion en Flandre, incarnée par Bart De Wever.

## Distinctions
- (2011)  Commandeur du Mérite wallon (C.M.W.)[3]

## Publications
- L’hégémonie contrariée. Obama, deux ans après, Luc Pire, 2011.
- Obama président, la méprise, Luc Pire, 2008  (ISBN 2507004959).
- Chine, la fin de l’hégémonie américaine, Luc Pire, 2007  (ISBN 2874156965).
- La triple insurrection islamique, Fayard, 2005  (ISBN 221362433X).